# Юг штата Мараньян (мезорегион)

Юг штата Мараньян на карте.

Юг штата Мараньян (порт. Mesorregião do Sul Maranhense) — административно-статистический мезорегион в Бразилии. Входит в штат Мараньян. Население составляет 308 393 человека на 2010 год. Занимает площадь 67 699,455 км². Плотность населения — 4,56 чел./км².

## Демография
Согласно сведениям, собранным в ходе переписи 2010 г. Национальным институтом географии и статистики (IBGE), население мезорегиона составляет:
| Полное население                            | Полное население                            | Полное население                            | Полное население                            | 308 393 |
| ------------------------------------------- | ------------------------------------------- | ------------------------------------------- | ------------------------------------------- | ------- |
| в том числе:                                | Городское население                         | 214 154                                     | Процент городского населения, %             | 69,44   |
|                                             | Сельское население                          | 94 239                                      | Процент сельского населения, %              | 30,56   |
|                                             | Мужское население                           | 157 867                                     | Процент мужского населения, %               | 51,19   |
|                                             | Женское население                           | 150 526                                     | Процент женского населения, %               | 48,81   |
| Плотность населения, чел/км²                | Плотность населения, чел/км²                | Плотность населения, чел/км²                | Плотность населения, чел/км²                | 4,56    |
| Население мезорегиона в % к населению штата | Население мезорегиона в % к населению штата | Население мезорегиона в % к населению штата | Население мезорегиона в % к населению штата | 4,69    |

## Статистика
- Валовой внутренний продукт на 2003 год составляет 1 178 116 364,00 реалов (данные: Бразильский институт географии и статистики).
- Валовой внутренний продукт на душу населения на 2003 год составляет 4376,71 реалов (данные: Бразильский институт географии и статистики).
- Индекс развития человеческого потенциала на 2000 год составляет 0,650 (данные: Программа развития ООН).

## Состав мезорегиона
В мезорегион входят следующие микрорегионы:
1. Шападас-дас-Мангабейрас
2. Порту-Франку
3. Жерайс-ди-Балсас